# Chen Ying-chieh
Chen Ying-chieh (* 29. Dezember 1983) ist ein taiwanischer Poolbillardspieler.

## Karriere
2002 wurde Chen Ying-chieh im Finale gegen den Amerikaner Shane Hennen Junioren-Weltmeister.
Bei den 9-Ball-Weltmeisterschaften 2003 und 2004 kam er auf den 33. Platz.
Nachdem Chen im April 2005 bei einem Turnier der Asian 9-Ball-Tour Neunter wurde, gelang es ihm im Juli bei der 9-Ball-WM das Achtelfinale zu erreichen. Dieses verlor er jedoch gegen den Philippiner Marlon Manalo.
Bei der 9-Ball-WM 2006 und der 10-Ball-WM 2008 schied Chen in der Vorrunde aus.
Im September 2012 erreichte er bei den China Open die Runde der letzten 32.